# CLV

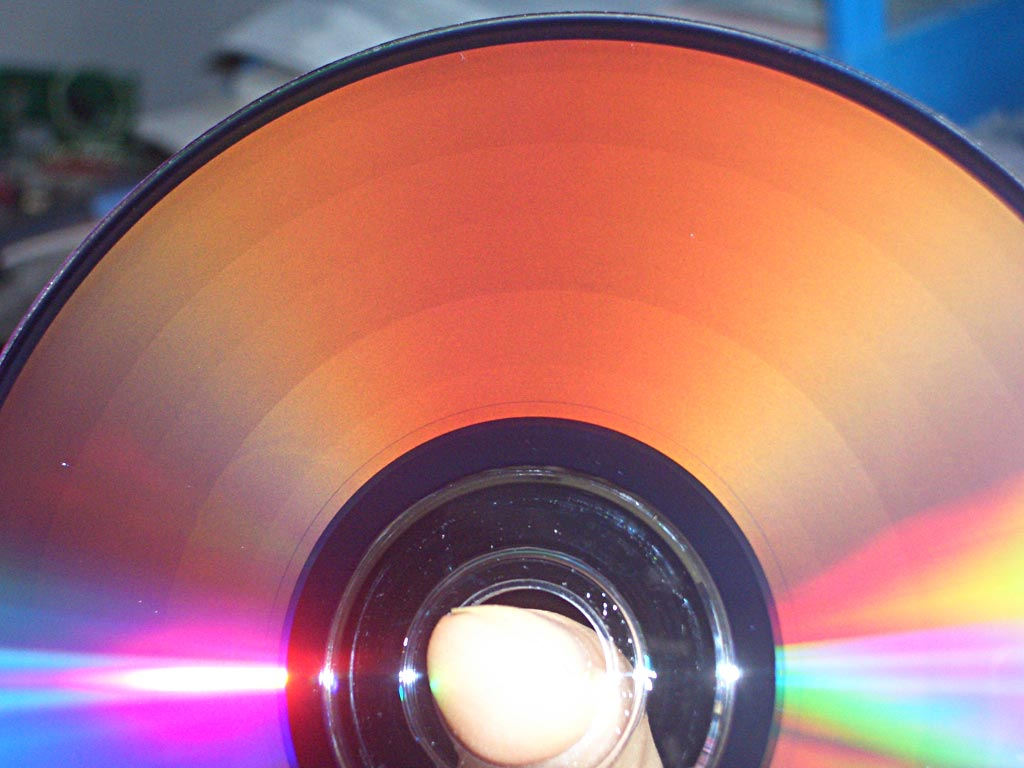
Płyta DVD zapisana metodą strefowego CLV (ZCLV)

CLV (z ang. constant linear velocity) – układ zapewniający stałą prędkość liniową przesuwu ścieżki dysku optycznego względem głowicy, co jest związane z koniecznością zmiany prędkości kątowej (obrotowej) płyty.